# Erigone tanana
Erigone tanana är en spindelart som beskrevs av Chamberlin och Ivie 1947. Erigone tanana ingår i släktet Erigone och familjen täckvävarspindlar.
Artens utbredningsområde är Alaska. Inga underarter finns listade i Catalogue of Life.